# Ebersberg
Ebersberg és la capital del districte del mateix nom del Landkreis en el Regierungsbezirk d'Oberbayern al sud d'Alemanya. El Ebersberger Forst (bosc) és una de les majors superfícies contínues de boscos d'Alemanya.
Les comunitats veïnes són Grafing bei München, Kirchseeon i Steinhöring. La capital de Baviera, Múnic, es troba a 32 km de distància i es pot arribar per la S-Bahn (S4). Rosenheim i Wasserburg am Inn es refereixen a la mateixa distància.

## Història
La història d'Ebersberg està estretament vinculada amb un monestir benedictí proper fundat l'any 934 pels comtes de Sempt. A principis del segle xiv, el monestir va exercir jurisdicció local. El 1595, el Papa Climent VIII va dissoldre el monestir i es va tornar les terres als jesuïtes. El 18 de gener de 1634, durant la Guerra dels Trenta Anys, Ebersberg va ser l'escenari d'una escaramussa entre les tropes dels Habsburg i els camperols locals. Els camperols, estan mal armats, van ser ràpidament derrotats per les forces imperials i al voltant de 200 van ser assassinats. Més tard, els caps van ser exonerats per les autoritats locals i van declarar que estaven actuant només en defensa pròpia. El 1773, els Cavallers de l'Orde de Malta es van fer càrrec de l'edifici. Quan el monestir va ser dissolt definitivament el 1808, l'edifici va ser part de la propietat estatal i privada en part.
El 1954, Ebersberg es va elevar a la categoria de 'ciutat'. El 1972 es va connectar a Múnic per la carretera S-Bahn. El municipi, un cop separat d'Oberndorf es va combinar amb Ebersberg.
Ebersberg és l'única ciutat alemanya que ha nomenat un carrer a un grup de cabaret (Valtortagasse, després de la Gruppo di Valtorta d'Ebersberg). La principal institució cultural d'Ebersberg, el Alte Kino Ebersberg (el Vell Cinema), és avui dirigit per un consell sense ànim de lucre que regeix els principis dels grups guanyadors del Deutscher Kleinkunstpreis.

## Escut d'armes
L'escut d'armes cívic d'Ebersberg consisteix en un fons daurat amb un senglar negre sobre un turó verd (Dreiberg, en l'heràldica alemanya) en la vora dreta de l'escut (des del punt de vista del portador d'escut d'armes - la vora esquerra) pendent ascendent.
La pàgina web de la ciutat inclou un breu resum de la seva història.

## Monuments
- Wallfahrtskirche St. Sebastian (església de Pilgrimage): la porció occidental data del 1230, la nau i el cor s'originen del segle xv. Des del 1770 a 1783 va ser remodelat en estil rococó. La tomba feta de marbre vermell de Salzburg a l'entrada de la nau es va fer a mitjans de 1500 per Wolfgang Leb. Entre altres llocs d'interès dignes d'esment s'inclou la Capella de Sebastià amb el seu treball d'estuc barroc i el reliquiari de Sant Sebastià, en la forma d'un bust, de 1450.
- Ajuntament (Rathaus): Ajuntament d'avui en dia de la ciutat a la plaça Marienplatz, i es troba en el que abans era la taverna del monestir.
- El Weiherkette amb el Egglburger See (llac) és una destinació recomanda.
- El Ebersberger Aussichtsturm és una torre situada prop del Museum für Wald und Umwelt

## Transport
Ebersberg té una estació a la línia ferroviària entre Grafing i Wasserburg i és l'última estació de la S4

## Persones destacades
Les següents persones van néixer a Ebersberg:
- Josef Brendle (1888–1954), pintor
- Ignaz Perner (1796–1867), fundador del moviment de protecció animal
- Ewald Schurer (1954-), polític

Ebersberg era, a més, la ciutat natal de Josef Wintrich. Va ser el segon president de la Cort Constitucional Federal d'Alemanya (Bundesverfassungsgericht).

### Ciutadans honoraris
- Martin Guggetzer (1872–1950), Sacerdot catòlic, honrat el 1946
- Manfred Bergmeister (1927-), Smith i membre fundador de l'Acadèmia d'Artesania de Múnic (Akademie Handwerk München), titular de la Bundesverdienstkreuz i el Bayerischer Verdienstorden, honrat el 1997